# Brocket Hall

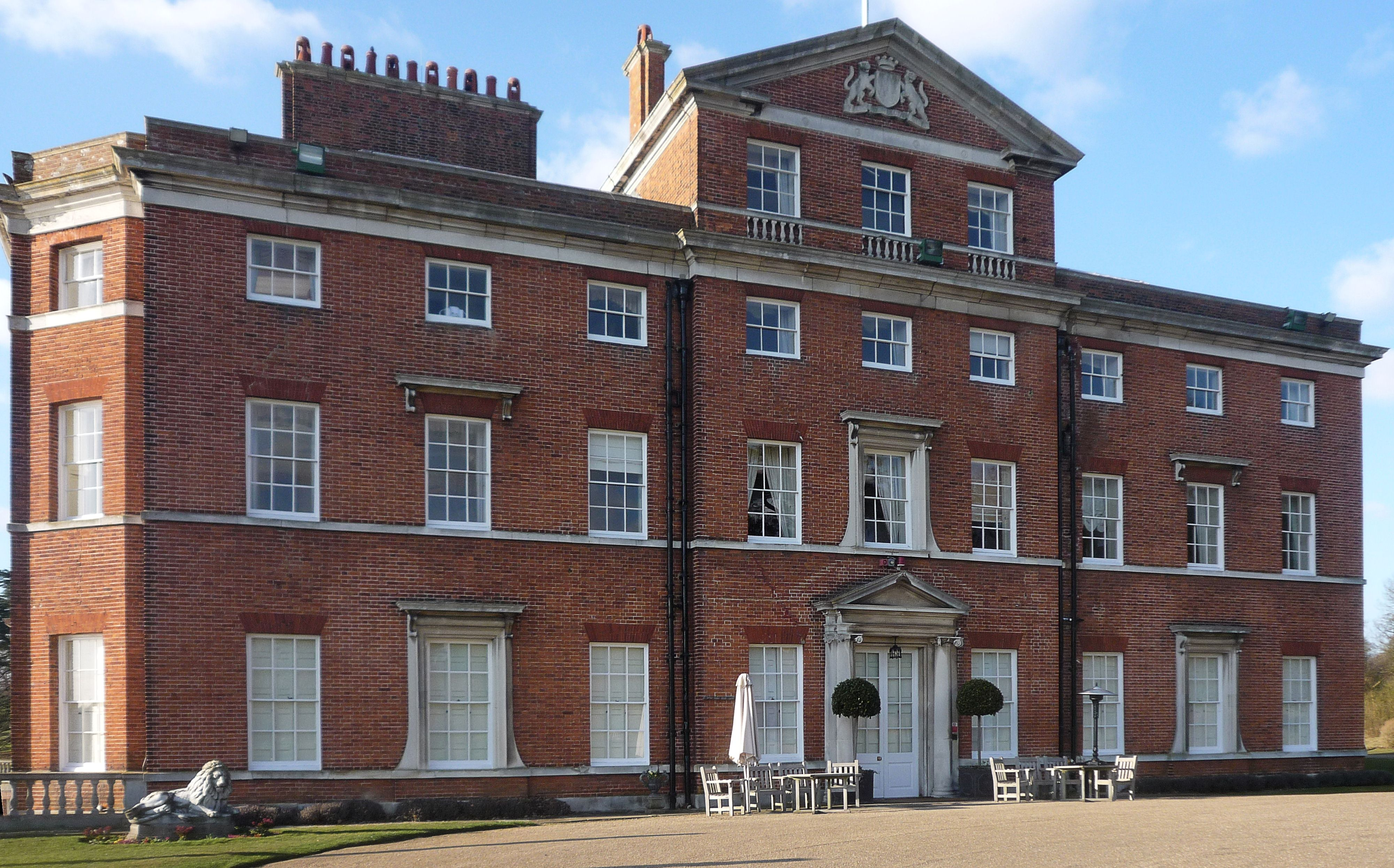
Brocket Hall

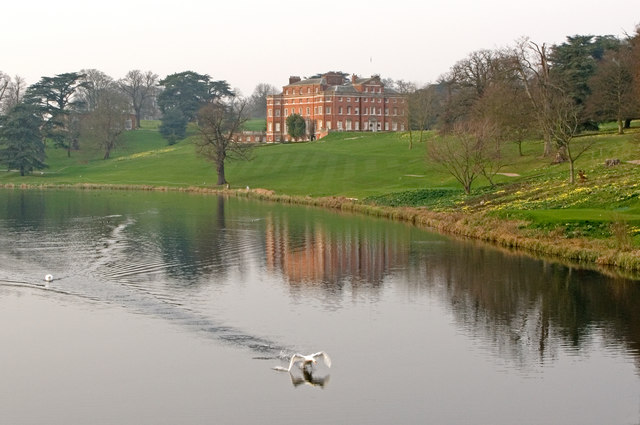
Brocket Hall

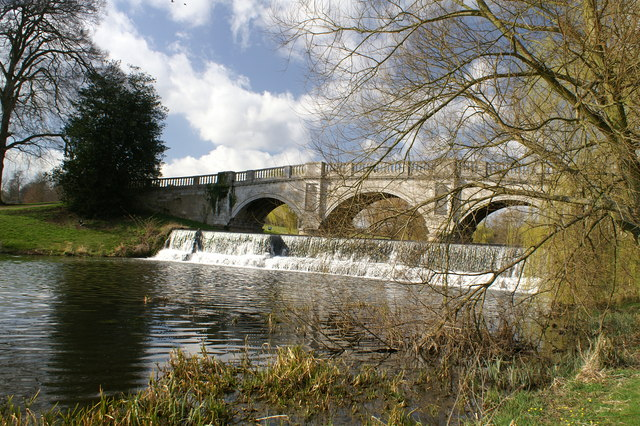
Palladianische Brücke bei Brocket Hall

Brocket Hall ist ein Landhaus in Hertfordshire, England, etwa 35 km von London.

## Geschichte
Das große, neoklassizistisches Backsteingebäude steht in einem schönen Park. Das Innere des Hauses ist einfach gehalten, aber die Haupttreppe und der Grand Saloon sind beeindruckend. Sir Matthew Lamb, 1. Baronet, kaufte das Anwesen im Jahre 1746. Er baute das Landhaus 1760 nach den Entwürfen des Architekten Sir James Paine. Es steht auf dem Gelände der beiden Vorgänger, von denen das erste im Jahre 1239 gebaut wurde, und das zweite in etwa 1430. Letzterer war um 1553 die Heimat Sir John Brockett, einem wohlhabenden Gewürz-Händler und Kapitän der Leibgarde der Königin Elisabeth I.
Peniston Lamb, 1. Viscount Melbourne erbte das Landgut von seinem Vater und hatte dort oft Besuch durch den Prinzregenten George IV., der eine Liaison mit Elizabeth Lamb, Viscountess Melbourne, hatte. Der nächste Erbe war William Lamb, 2. Viscount Melbourne, der unter Königin Victoria 1835 bis 1841 Premierminister des Vereinigten Königreichs war und mehrfach von der Königin in Brocket Hall besucht wurde. Seine Gattin, Lady Caroline, hatte eine Affaire mit Lord Byron, die Lord Melbourne einige Peinlichkeiten bereitete. Bei einem seiner Geburtstage hielt sie ein Staatsbankett im Saloon von Brocket Hall. Als Überraschung wurde ein Gang in einer großen silbernen Schale serviert; als deren Deckel gelüftet wurde, kam sie in völliger Nacktheit zum Vorschein.
Bei seinem Tode erbte seine Schwester Emily, deren zweiter Ehemann ein weiterer Premierminister, Henry John Temple, 3. Viscount Palmerston, war, das Landgut. Palmerston starb noch während seiner Amtszeit, gerüchtehalber auf dem Billardtisch in enger Umarmung mit einem Zimmermädchen (sein Spitzname war Cupid). Das Landgut wurde an Emilys Enkel aus erster Ehe, Francis Cowper, 7. Earl Cowper, vererbt, aber sein jüngerer Bruder Henry († 1887) lebte in Brocket Hall.
Im Jahr 1893 mietete Lord Mount Stephen, ursprünglich aus Montreal, Brocket Hall vom 7. Earl Cowper für den Rest dessen Lebens. Die Mount Stephens hatten Brocket Hall kennengelernt, weil die erste Lady Mount Stephen eine enge Freundin von Georgina Gascoyne-Cecil, Marchioness of Salisbury war, die auf dem benachbarten Landgut in Hatfield House lebte. In den folgenden drei Jahren waren Prinz Eduard VII., Prinz Arthur und Prinzessin Mary Adelaide gern gesehene Gäste.
Ein Jahr nach dem Tod seiner ersten Gattin († 1896) heiratete Mount Stephen Gian Tufnell, die Kammerzofe von Prinzessin Mary Adelaide, die diese Ehe befürwortete. Gian war zeitlebens eine Freundin und Vertraute deren Tochter, Maria von Teck, der Gattin von König Georg V., und die Mount Stephens hatten das königliche Paar regelmäßig zu Gast.
Nach dem Tod des 7. Earl Cowper († 1905), wurde das Gebäude an dessen Nichte vererbt, aber diese starb nur ein Jahr nach ihm († 1906), so dass ihr Ehemann Lord Walter Kerr, der in Melbourne Hall lebte, das Landgut erbte und es 1921 zum Verkauf anbot.
1923 kaufte Sir Charles Nall-Cain das Gebäude, lang bevor er 1933 als Baron Brocket in den Adelsstand erhoben wurde. Das Gebäude diente während des Zweiten Weltkriegs als Entbindungsklinik. Im späten 20. Jahrhundert veräußerte Charles Nall-Cain, 3. Baron Brocket, sein Anwesen für 60 Jahre Erbpacht an den CCA (Club Corporation of Asia) mit Sitz in Hongkong. Das Unternehmen wandelte Brocket Hall in ein Hotel und Konferenzzentrum um und baute einen zweiten 18-Loch-Golfplatz (Palmerston Course). Zur weiteren Ausstattung gehören das Faldo Golf Institute und das Restaurant Auberge du Lac, in dem früher Starkoch Jean-Christophe Novelli kochte und das einen Michelin-Stern hat.
Brocket Hall war Drehort für mehrere Film- und TV-Produktionen, darunter Johnny English – Jetzt erst recht!, Die Queen, Willow und Stolz und Vorurteil.